# Бася
Бася, справжнє ім'я Барбара Станіслава Тшетшелевська (пол. Barbara Stanisława Trzetrzelewska, 30 вересня 1954, Явожно) — польська співачка зі світовим ім'ям, яка виконує музику, що є поєднанням сучасного джазу та попу, з характерним південноамериканським звучанням.
Почала співати у польських колективах наприкінці 60-х та в 70-х роках. 1981 року виїхала до Великої Британії, де прославилася як вокалістка в колективі Matt Bianco. У середині 1980-х років Бася та її партнер Денні Вайт покинули групу, щоб зосередитись на сольній кар'єрі. Записуючи для концерну «Epic Records», Бася досягла світового успіху в 1987—1995 роках, особливо в Сполучених Штатах, де її два альбоми, Time and Tide та London Warsaw New York, отримали статус платинових за продаж понад мільйон примірників. Найбільшими її хітами з того періоду є «Time and Tide», «New Day for You», «Promises», «Baby You're Mine», «Cruising for Bruising» oraz «Drunk on Love». Її музика отримала широке визнання в Японії та на Філіппінах. Після перерви, пов'язаної особистими справами, Бася відновила свою сольну кар'єру альбомом «It's That Girl Again» в 2009 році і відтоді випускала музику через незалежні звукозаписні студії. І далі дає концерти на Smooth jazz-сцені. Загалом вона продала близько 3 мільйонів платівок, що ставить її на перше місце у списку найпродаваніших артистів Польщі.
Її голос має поширення на три октави. Творчість Басі сильно натхненна американським соулом та джазом, в тому числі роботами таких артистів, як Арета Франклін та Стіві Вандер, а також південноамериканською музикою, особливо бразильською. Співачка наполегливо звертається до таких стилів, як самба та босанова, регулярно вплітає в свої тексти елементи польської мови.

## Життєпис

### 1954—1984: Ранні роки та початок кар'єри
Барбара Тшетшелевська народилася в 1954 році в Явожно, хоча деякі джерела неправильно стверджують 1959 рік. В родині разом із нею виховували ще трьох дітей — двох братів та сестру, — а її батьки керували магазином морозива в центрі міста. Виростаючи в музичній родині, Бася співала з раннього віку, а в підлітковому віці мала велику колекцію вінілових платівок. Мати давала їй уроки гри на фортепіано.
Дебютувала як співачка в рок-гурті Astry, з яким виступила на фестивалі «I Ogólnopolski Festiwal Awangardy Beatowej w Kaliszu» в 1969 році, посівши перше місце. Навчалась в I Загальноосвітньому Ліцеї у Явожно. Потім спробувала скласти іспит на математику в Ягеллонському університеті, але врешті почала вивчати фізику. На першому році навчання з нею сконтактувався керівник жіночої вокальної групи Alibabki, запропонувавши їй роботу в колективі. Тжетжелевська погодилась і виступила з Alibabki в 1972–74 роках, даючи концерти переважно в Польщі та інших країнах Східного блоку. 1976 року взяла участь у XIV Національному фестивалі польської пісні в Ополі як солістка з піснею «Пісня закохання», однак успіху не здобула. З кінця 1977 року до початку 1979 року співала в дебютній рок-групі Perfect, з якою виступала в польському клубі в Чикаго. Тоді ж народився її син Миколай.
Бася нетривалий час проживала у США зі своїм англійським партнером Джоном, але в січні 1981 року пара переїхала до Великої Британії. Там вона познайомилася з Марком Рейлі та Денні Вайтом (молодшим братом джазового гітариста Пітера Вайта), з якими вона співала в джаз-поп-групі Bronze. Гурт змінив ім'я на Matt Bianco, і в 1984 році вони випустили дебютний альбом Whose Side Are You On?, який підкорив Європу. Альбом приніс такі міжнародні хіти, як «Get Out of Your Lazy Bed», «Half a Minute», «More Than I Can Bear» і твір з однойменною з альбомом назвою.

### 1985—1999: пік сольної кар'єри
Попри свій успіх, Бася і Денні покинули гурт Matt Bianco в 1985 році, щоб розпочати сольну кар'єру Басі. Їх першим випуском став сингл «Prime Time TV», який зустріла мала популярність в Німеччині та Великій Британії. Перший сольний альбом Басі, Time and Tide, був випущений у 1987 році і спочатку викликав помірне зацікавлення, набуваючи популярності у Франції, але не продаючись добре в інших частинах Європи. Сингли «New Day for You» i «Promises» також не потрапили в чарти. Альбом, однак, сприйнятий набагато краще в США, де їх музика здобула успіх на радіостанціях, спрямованих на smooth jazz. Пісня «Time and Tide» стала першим хітом Басі у списку чартів Hot 100 Billboard, досягши 26-го місця у 1988 році, а «New Day for You» i «Promises» потрапили в топ-10 рейтингів Adult Contemporary в 1989 році. Альбом «Time and Tide» проданий був майже в 2 мільйони примірників, в тому числі мільйон лише в США, де він отримав статус платинового.
Другий альбом, «London Warsaw New York», був випущений на початку 1990-х і пропагувався популярною піснею «Baby You Mine». Другий сингл, «Cruising for Bruising», потрапив до топ-40 у списках у США та Канаді, виявившись найбільшим хітом Басі аж по сьогоднішній день. Альбом також містив кавер-версію пісні «Until You Come Back to Me (That's What I'm Gonna Do)» Стіві Уондера, яка увійшла до списку Adult Contemporary у США. «London Warsaw New York» виявився ще одним видавчим хітом, продавшись понад 2 мільйонів примірників в усьому світі, в тому числі на американському ринку понад мільйон, що дало Басі другий платиновий альбом у США. Видавництво також було визнано журналом Billboard найкращим альбомом року в жанрі «сучасного джазу». Скориставшись зростаючою популярністю Басі, її лейбл випустив збірку Brave New Hope, що складається з реміксів та рідкісних пісень, а також відеокасети «A New Day», що містить музичні відео та інтерв'ю.
Її третій студійний альбом, «The Sweetest Illusion», вийшов навесні 1994 року і став поверненням до витонченішого звучання. Першим синглом в Америці стала балада «Yearning», потім вийшов танцювальний запис «Drunk on Love», який потрапив на перше місце у список найпопулярніших пісень американських клубів Hot Dance Club Songs. Хоча цей альбом не зрівнявся із популярністю попередніх, однак увійшов до списку топ-40 кращих продажів у США, де був остаточно сертифікований золотим через продаж в півмільйона примірників. Однак альбом був популярнішим у Японії, де потрапив до першої десятки і виявився найбільшим успіхом Басі по сьогоднішній день, досягнувши статусу платинової. У рамках світового туру, що пропагує The Sweetest Illusion, Бася вперше відвідала Польщу, коли на рубежі вересня та жовтня 1994 року дала серію із семи конвертів. Своєю чергою американські виступи артистки в нью-йоркському Neil Simon Theatre на Бродвеї були записані та випущені як її перший концертний альбом «Basia on Broadway», який вийшов восени 1995 року. Альбом просунув сингл із концертною версією «Half a Minute».
У 1996 році Бася відіграла вокальну роль у пісні «Just Another Day» Пітера Уайта, який був першим синглом з його альбому «Caravan of Dreams». Через три роки було випущено ретроспективний альбом «Clear Horizon — The Best of Basia», у який потрапили найбільші хіти, а також чотири нові пісні. Це був також прощальний альбом Басі для Sony Music, з яким вона була пов'язана з початку своєї світової кар'єри. Однак компіляція мала помірний успіх, і це лише в Японії, переважно через відсутність реклами від лейблу. 1999 року Бася з'явилась у гостьовому виступі у творі «Springtime Laughter» групи Spyro Gyra в їхньому альбомі « Got the Magic» і записала вокал на кавер «So Nice (Summer Samba)» із музикою Taro Hakase, який з'явився на його альбомі «Duets». 10 квітня 1999 року в Басі відбулася гала-музична премія «Fryderyki 1998», яка транслювалася в прямому ефірі на телеканалі TVN та Radio ZET.

### Після 2000 року: Перерва в творчості та повернення
У 2000 році померла мати Басі, смерть якої співачка дуже важко пережила. Незабаром після цієї події, двоюрідна сестра співачки загинула у автокатастрофі, і наступними померли її близькі друзі. Співачка почала боротися з депресією, втратила мотивацію до праці, думаючи, що не повернеться до співу. Проте Денні Уайту і Марку Рейлі вдалося поступово переконати її взяти участь у відродженні Matt Bianco в оригінальному складі. Тріо випустило альбом Matt's Mood у 2004 році, який був сприйнятий позитивним сприйняттям та значним успіхом у чартах. Завдяки такому гарному прийому проєкту, а також численним проханням шанувальників, Бася почала прихильно ставитись до можливості запису ще одного сольного альбому. Коли тур гурту закінчився, Бася і Денні почали працювати над новим матеріалом, а Рейлі продовжив діяльність Matt Bianco. У квітні 2005 року, рішенням міністра культури Вальдемара Домбровського, Бася Тжетжелевська отримала престижну відзнаку «За заслуги польській культурі» (посвідчення № 942/2005), який їй вручила від імені міністра в посольстві Польщі в Лондоні директор Польського інституту. Бася здобула цю нагороду за просування польської культури за кордоном.
Четвертий сольний альбом Basia, «It That Girl Again», врешті вийшов навесні 2009 року, випущений незалежним лейблом Koch Records. У Польщі його просували радіосингл «A Gift», а на американському ринку — «Blame It on the Summer». Альбом мав сприятливі відгуки, а також комерційний успіх, досягнувши топ-10 у списку продажів джазових альбомів у США та топ-5 у Польщі, де врешті-решт став платиновим. 2011 року Бася була нагороджена почесним дипломом «За заслуги перед містом Явожно» та урочисто відкрила свою зірку на Опольській Алеї Зірок. У вересні випустила свій другий концертний альбом «From Newport to London: Greatest Hits Live… and More». Матеріал був записаний у клубі «Wytwórnia» в Лодзі під час одного з концертів у Польщі, який у чотирьох серіях відбувся як частина її останнього світового турне. До альбому також входили дві прем'єрні студійні пісні, серед яких дует «Wandering» з Мєткіем Щеснякіем. Бася записала з ним ще одну пісню, кавер-версію «Save the Best for Last» Ванесси Вільямс, цього разу на його альбом «Signs».
У січні 2014 року президент Броніслав Коморовський відзначив співачку Лицарським хрестом Ордену відродження Польщі за видатні досягнення в художній творчості та популяризації польської музичної культури. 2015 року міністр культури нагородив Басю медаллю «За заслуги в культурі Gloria Artis». Тим часом Бася з'явилася в якості гостя у альбомах Моніки Лідке та гурту Pectus, одночасно працюючи над новим сольним матеріалом. Її п'ятий студійний альбом «Butterflies» був виданий у травні 2018 року і йому передував сингл «Matteo». Альбом отримав позитивні відгуки та потрапив до топ-5 у списку продажів джазових альбомів у США та 20-ти кращих у списку ув Польщі. Восени вирушила в черговий світовий тур, виступаючи в Північній Америці, Східній Азії, а також Польщі.

## Особисте життя
У Тжетжелевська має одного сина Миколая. Наприкінці 1970-х і 80-х роках вона була у стосунках з Джоном, англійцем, з яким познайомилася у Варшаві. У другій половині 80-х років її партнером був Денні Уайт, композитор і продюсер усіх її сольних записів. З 1991 року пов'язана з музикантом Кевіном Робінсоном, що виступає в групі Simply Red, з яким живе на околиці Лондона, хоча часто перебуває і в Явожно. Вона має два громадянства — польське та британське. Її великим захопленням є архітектура та реставрація будинків.

## Дискографія

### Студійні альбоми
| Назва                    | Деталі | Елементи в списках | Елементи в списках | Елементи в списках | Елементи в списках | Елементи в списках | Елементи в списках | Елементи в списках | Елементи в списках | Сертифікати                                |
| Назва                    | Деталі | AUS                | CAN                | FRA                | JPN                | NLD                | POL                | UK                 | USA                | Сертифікати                                |
| ------------------------ | --- | ------------------ | ------------------ | ------------------ | ------------------ | ------------------ | ------------------ | ------------------ | ------------------ | ------------------------------------------ |
| Time and Tide            | - Дата виходу: 3 квітня 1987 року - Лейбл: Epic - Носій: LP, CD, касета, завантаження, потокове мультимедіа       | 50                 | -                  | 16                 | -                  | -                  | -                  | 61                 | 36                 | - FRA: золото - JPN: золото - USA: платина |
| London Warsaw New York   | - Дата виходу: лютий 1990 року - Лейбл: Epic - Носій: LP, CD, касета, завантаження, потокове мультимедіа          | -                  | 56                 | 28                 | 33                 | 60                 | -                  | 68                 | 20                 | - FRA: золото - JPN: золото - USA: платина |
| The Sweetest Illusion    | - Дата виходу: 28 квітня 1994 року - Лейбл: Epic - Середовище: LP, CD, касета, завантаження, потокове мультимедіа | -                  | -                  | 39                 | 6                  | -                  | -                  | -                  | 27                 | - JPN: платина - USA: золото               |
| It's That Girl Again     | - Дата виходу: 11 березня 2009 року - Лейбл: Koch - Носій: CD, завантаження, потокове мультимедіа                 | -                  | -                  | -                  | 148                | -                  | 4                  | -                  | -                  | - POL: платина                             |
| Butterflies              | - Дата виходу: 18 травня 2018 року - Лейбл: Shanachie - Носій: CD, завантаження, потокове мультимедіа             | -                  | -                  | -                  | 279                | -                  | 15                 | -                  | -                  |                                            |
| «-» елемент не вказаний. | |                    |                    |                    |                    |                    |                    |                    |                    |                                            |

### Концертні альбоми
| Basia on Broadway                                    | - Дата виходу: 31 жовтня 1995 року - Лейбл: Sony Music Entertainment - Носій: CD, касета, завантаження, потокове мультимедіа | 84 |
| From Newport to London: Greatest Hits Live… and More | - Дата виходу: 13 вересня 2011 року - Лейбл: eOne - Носій: CD, завантаження, потокове мультимедіа                            | -  |
| «-» елемент не вказаний.                             | |    |

| The Best Remixes                  | - Дата виходу: 1990 - Лейбл: Epic - Носій: CD                                                                                        | 66 |
| Brave New Hope                    | - Дата виходу: 1990 - Лейбл: Epic - Середовище: CD, касета, завантаження, потокове мультимедіа                                       | -  |
| The Best Remixes II               | - Дата виходу: 1991 - Лейбл: Epic - Середовище: CD                                                                                   | -  |
| Clear Horizon — The Best of Basia | - Дата виходу: 11 листопада 1998 року - Лейбл: Sony Music Entertainment - Середовище: CD, касета, завантаження, потокове мультимедіа | 50 |
| Simple Pleasures                  | - Дата виходу: 2003 - Лейбл: Sony Music - Середовище: CD                                                                             | -  |
| Superhits                         | - Дата виходу: липень 2004 року - Лейбл: Epic - Середовище: CD, завантаження, потокове мультимедіа                                   | -  |
| Playlist: The Very Best of Basia  | - Дата виходу: 15 жовтня 2013 року - Лейбл: Epic - Середовище: CD                                                                    | -  |
| «-» елемент не вказаний.          | |    |

### Сингли
| Назва                                                | Рік  | Позиції в чартах | Позиції в чартах | Позиції в чартах | Позиції в чартах | Позиції в чартах | Позиції в чартах | Album                                                |
| Назва                                                | Рік  | CAN              | FRA              | GER              | NLD              | UK               | USA              | Album                                                |
| ---------------------------------------------------- | ---- | ---------------- | ---------------- | ---------------- | ---------------- | ---------------- | ---------------- | ---------------------------------------------------- |
| «Prime Time TV»                                      | 1986 | –                | –                | 68               | –                | 88               | –                | Time and Tide                                        |
| «Run for Cover»                                      | 1986 | –                | –                | –                | –                | –                | –                | Time and Tide                                        |
| «Promises»                                           | 1987 | 78               | –                | –                | –                | 48               | –                | Time and Tide                                        |
| «Freeze Thaw»                                        | 1987 | –                | –                | –                | –                | –                | –                | Time and Tide                                        |
| «New Day for You»                                    | 1987 | –                | –                | –                | 74               | –                | 53               | Time and Tide                                        |
| «Time and Tide»                                      | 1987 | 94               | –                | –                | –                | 61               | 26               | Time and Tide                                        |
| «Baby You're Mine»                                   | 1990 | 57               | 45               | –                | –                | 84               | –                | London Warsaw New York                               |
| «Cruising for Bruising»                              | 1990 | 21               | 46               | –                | 51               | 86               | 29               | London Warsaw New York                               |
| «Copernicus»                                         | 1990 | –                | –                | –                | –                | –                | –                | London Warsaw New York                               |
| «Until You Come Back to Me»                          | 1990 | –                | –                | –                | –                | –                | –                | London Warsaw New York                               |
| «Brave New Hope»                                     | 1990 | –                | –                | –                | –                | –                | –                | Brave New Hope                                       |
| «More Fire Than Flame»                               | 1993 | –                | –                | –                | –                | –                | –                | The Sweetest Illusion                                |
| «Yearning»                                           | 1994 | –                | –                | –                | –                | –                | –                | The Sweetest Illusion                                |
| «Drunk on Love»                                      | 1994 | –                | –                | –                | –                | 41               | –                | The Sweetest Illusion                                |
| «Third Time Lucky»                                   | 1994 | –                | –                | –                | –                | 77               | –                | The Sweetest Illusion                                |
| «Half a Minute» (Live)                               | 1995 | –                | –                | –                | –                | –                | –                | Basia on Broadway                                    |
| «Time and Tide» (Live)                               | 1995 | –                | –                | –                | –                | –                | –                | Basia on Broadway                                    |
| «Angels Blush»                                       | 1995 | –                | –                | –                | –                | –                | –                | Clear Horizon — The Best of Basia                    |
| «Just Another Day» (Peter White разом з Basia)       | 1996 | –                | –                | –                | –                | –                | –                | Caravan of Dreams                                    |
| «Clear Horizon»                                      | 1998 | –                | –                | –                | –                | –                | –                | Clear Horizon — The Best of Basia                    |
| «Go for You»                                         | 1999 | –                | –                | –                | –                | –                | –                | Clear Horizon — The Best of Basia                    |
| «So Nice (Summer Samba)» (Taro Hakase разом з Basia) | 1999 | –                | –                | –                | –                | –                | –                | Duets                                                |
| «A Gift»                                             | 2009 | –                | –                | –                | –                | –                | –                | It's That Girl Again                                 |
| «Blame It on the Summer»                             | 2009 | –                | –                | –                | –                | –                | –                | It's That Girl Again                                 |
| «I Must»                                             | 2009 | –                | –                | –                | –                | –                | –                | It's That Girl Again                                 |
| «If Not Now Then When»                               | 2010 | –                | –                | –                | –                | –                | –                | It's That Girl Again                                 |
| «From Newport to London»                             | 2011 | –                | –                | –                | –                | –                | –                | From Newport to London: Greatest Hits Live… and More |
| «Wandering» (разом з Мєтком Щесняком)                | 2012 | –                | –                | –                | –                | –                | –                | From Newport to London: Greatest Hits Live… and More |
| «Save the Best for Last» (Мєтек Щесняк і Basia)      | 2012 | –                | –                | –                | –                | –                | –                | Signs                                                |
| «Matteo»                                             | 2018 | –                | –                | –                | –                | –                | –                | Butterflies                                          |
| «Bubble»                                             | 2018 | –                | –                | –                | –                | –                | –                | Butterflies                                          |
| " — " позиція не була відзначена.                    |      |                  |                  |                  |                  |                  |                  |                                                      |